# Анагода
Анагодата (на английски: pineberry) е сорт бяла ягода с аромат, подобен на ананас, и червени семена.
Анагодата е хибридно кръстосване от Fragaria chiloensis и Fragaria virginiana. Открита за първи път в Южна Америка около 2002 г., сега тя се отглежда в Белгия и се изнася от Холандия.
Анагодата се продава за консумация, но има високи цени и търговията с нея не е много печеливша поради дребномащабното земеделие, малкия размер на плодовете и ниския добив.

## Описание
Плодовете на анагодата са по-малки от обикновената ягода, с размери между 15 и 23 мм. Когато узрее, плодът е почти изцяло бял, но с червени семки. Плододава през пролетта и лятото. Абсолютно белите плодове на Пайнбери се получават само в търговски условия — плодовете стават розови от яркото слънце в градината.
Растението е устойчиво на болести.
- Общ вид
- Плодове

## История
Анагодата се продава за първи път в САЩ през 2012 г. Предлага се в ресторанти, пекарни и пазари на едро в Европа и Дубай. Плодът е наречен pineberry за пазара в Обединеното кралство, където става достъпен през 2010 г., за да отразява вкуса му, подобен на ананас, докато изглежда като ягода (pineapple – „ананас“ и berry – „ягода“).